# Pharellinae
De Pharellinae vormen een onderfamilie van tweekleppigen uit de familie van de Pharidae.

## Geslachten
- Novaculina  Benson, 1830
- Pharella  Gray, 1854
- Sinonovacula  Prashad, 1924